# Programme million

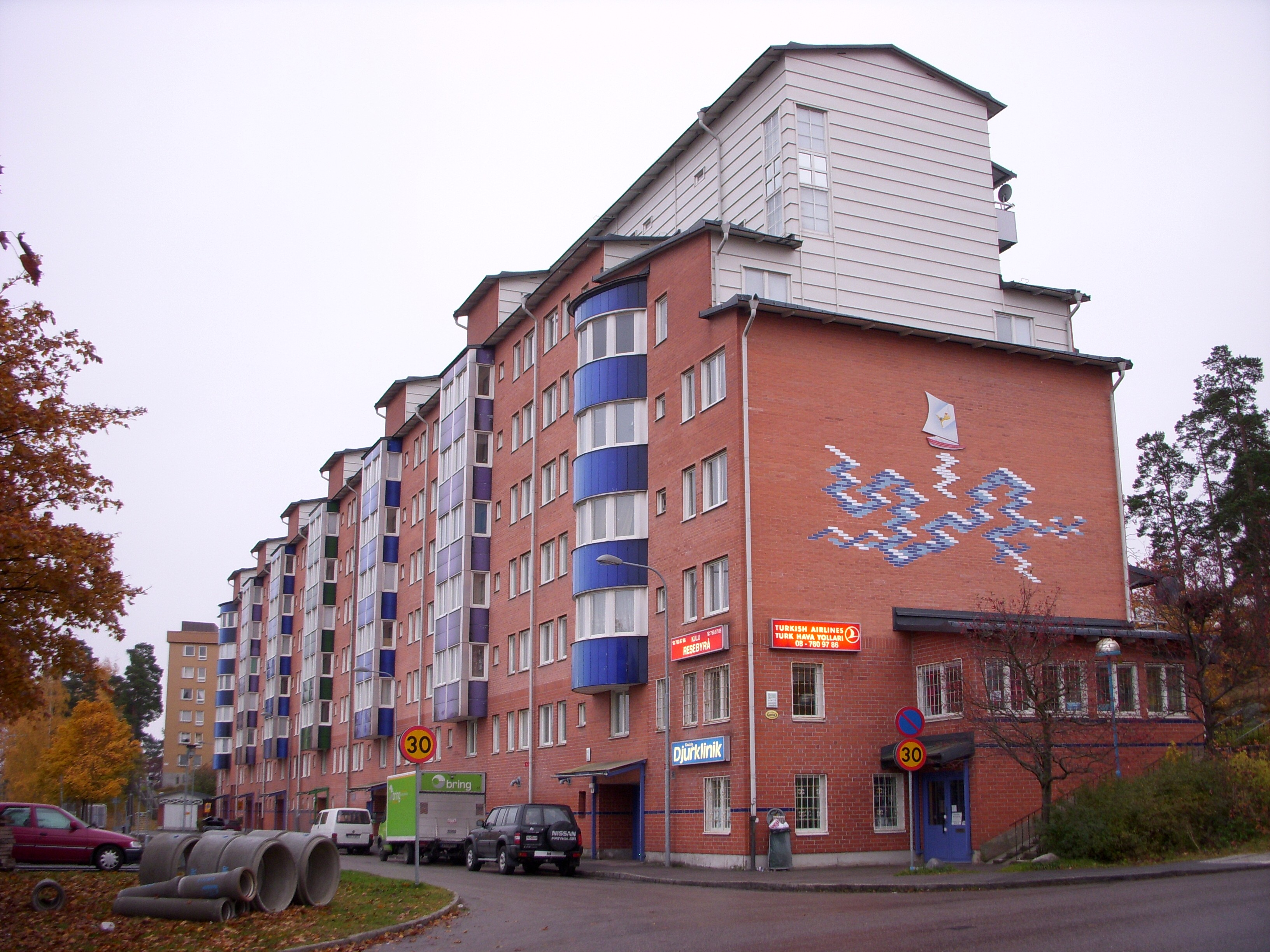
Appartements du programme million à Rinkeby.

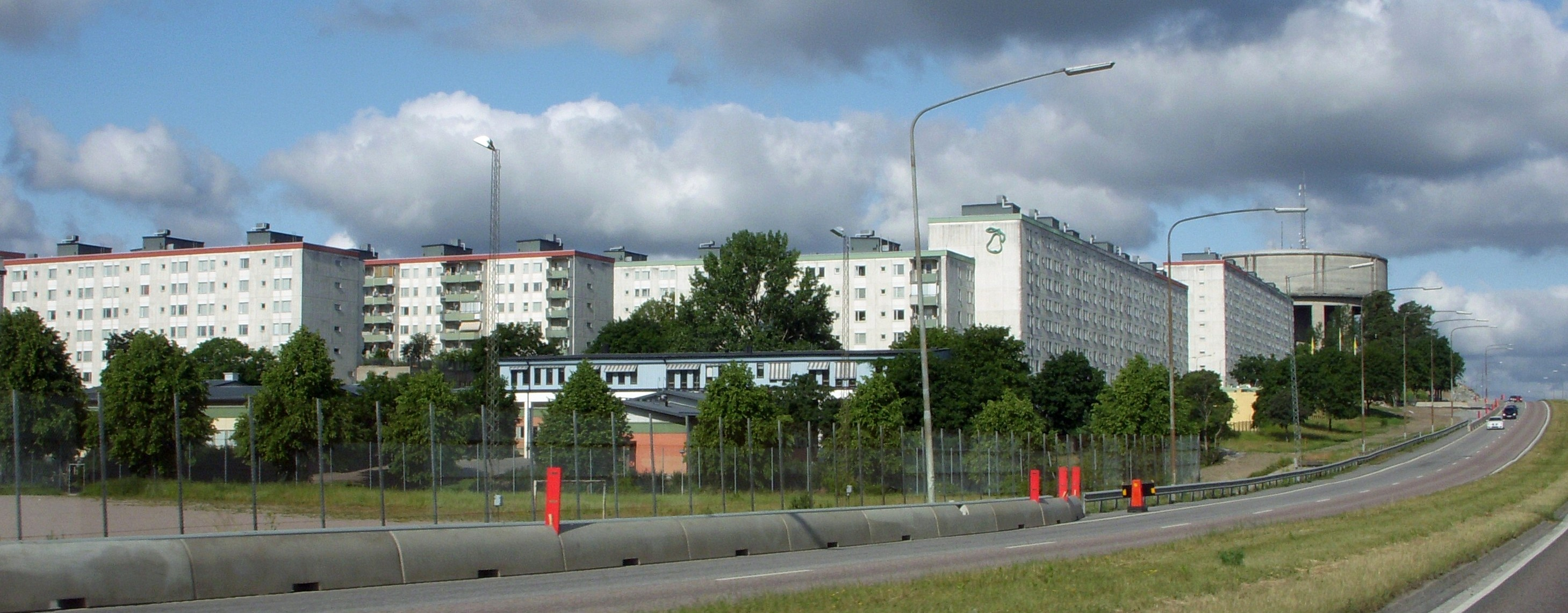
Appartements du programme million à Tensta (Stockholm).

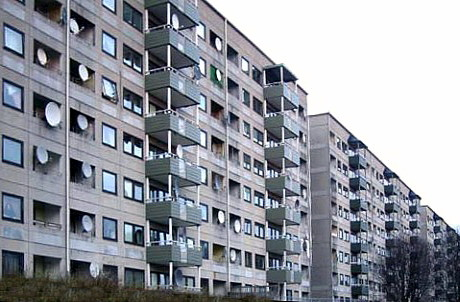
Appartements du programme million à Göteborg.

Le programme du million (en suédois : miljonprogrammet) est le nom d'un programme de logement mis en œuvre en Suède entre 1965 et 1974 par le parti au pouvoir, le Parti social-démocrate suédois des travailleurs, pour s'assurer que tous les habitants du pays puissent avoir une habitation à un prix raisonnable.
L'objectif du programme était de construire un million de nouveaux logements dans une période de dix années. Dans le même temps, une grande partie du parc de logements avec des normes obsolètes a été démoli.
À la fin du programme, environ 1 006 000 nouveaux logements ont été construits. Le résultat net a été une augmentation du parc de logements en Suède de 650 000 maisons et appartements neufs avec une hausse générale de leur qualité.

## La fin du programme de construction
À la fin des années 1960, une trentaine de sociétés de logement public ont signalé qu'elles commençaient à avoir des difficultés à louer principalement les grands appartements. Les premiers signes d'une certaine inquiétude quant à la poursuite du programme Million ont commencé à se répandre en 1972 parmi les hommes politiques, les planificateurs et les entreprises de construction, lorsqu'une marche pour l'environnement a été organisée avec plus de 10 000 participants contre le « Regionplan 70 » de Stockholm. En outre, l'économie est en perte de vitesse, la crise pétrolière fait grimper le prix de l'essence et les chiffres de la population dans les grandes villes sont en baisse. Le baby-boom qui durait depuis 1965 s'est estompé et s'est terminé en 1975. La « vague verte » a contribué à l'exode des jeunes familles. Le programme a été en partie financé par la croissance, qui a généré des recettes fiscales croissantes chaque année et de l'argent frais à dépenser selon les désirs des politiciens. Lorsque la croissance s'est arrêtée, le gouvernement a dû faire des économies. 
La critique des médias s'est également fait entendre lorsque Dagens Nyheter a écrit « Démolissez Skärholmen » le 10 septembre 1968. C'était deux jours après l'inauguration en grande pompe du centre Skärholmen par le prince Bertil. L'article de journal se lisait, entre autres, comme suit : « La ligne d'horizon de Skärholmen est la toile de fond d'un centre suburbain qui est l'un des plus misanthropes jamais construits, une importation tardive de l'urbanisme américain de la fin des années 1940, déjà dépassé à l'époque « . L'article a déclenché le débat dit de Skärholmen.
La pénurie de logements s'est rapidement transformée en un surplus d'appartements vides. Au cours de la première moitié des années 1970, le nombre d'appartements vides a augmenté sur l'ensemble du parc du programme de réforme et le problème ne s'est plus limité à certains endroits ou à certaines tailles d'appartements. Une tendance similaire a été observée dans de nombreuses villes européennes.
En réaction à la construction de logements multifamiliaux dans le cadre de la réforme, on a assisté à une vague de maisons individuelles et la part des maisons individuelles nouvellement construites est passée d'environ un tiers à trois quarts (1977) de la production totale de logements. Cependant, la production globale de logements a chuté et, par conséquent, l'emploi dans le secteur de la construction. Cela a progressivement conduit à un taux de chômage élevé dans les professions de la construction et de l'architecture. 

## Galerie photographie

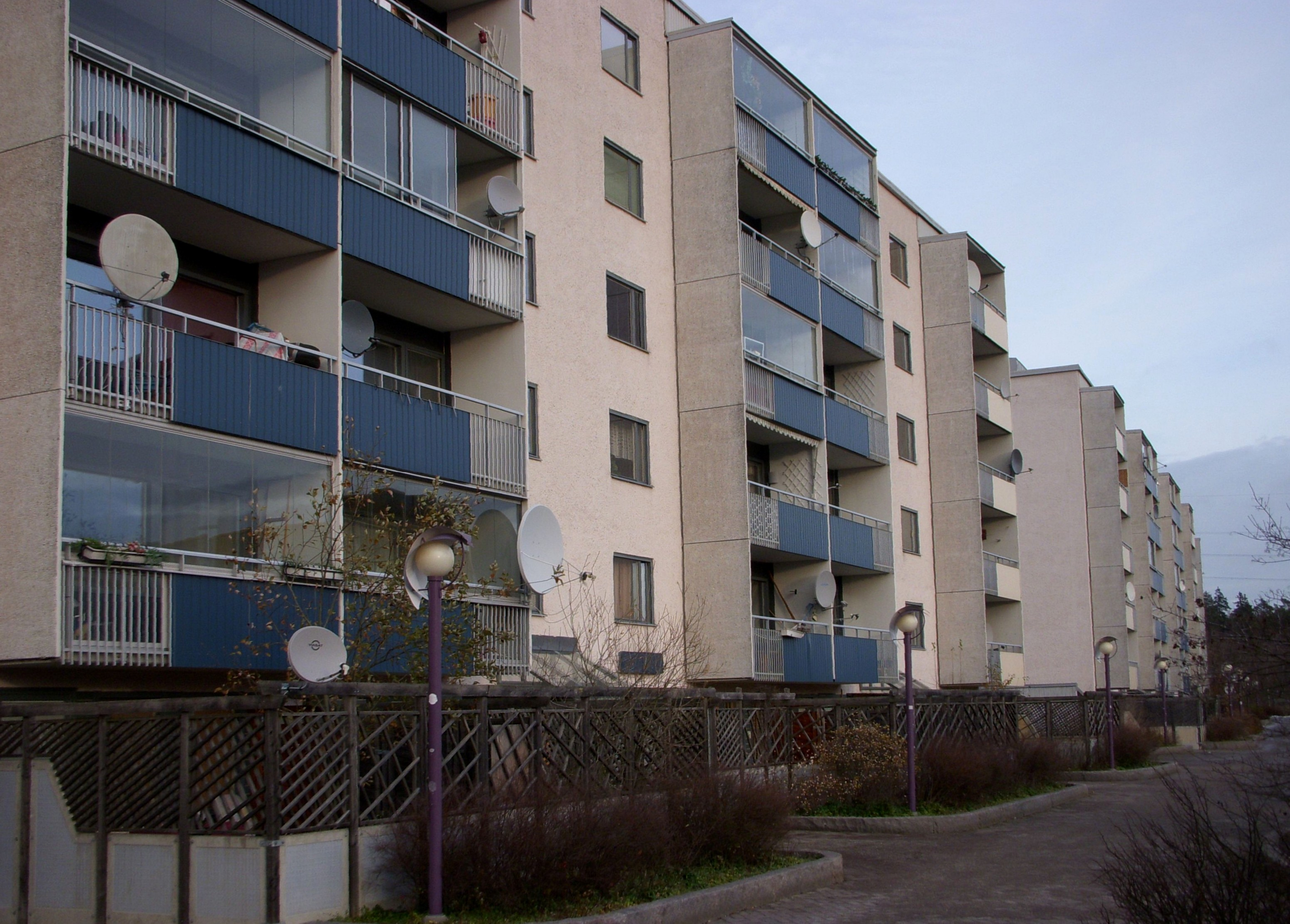
Skärholmen
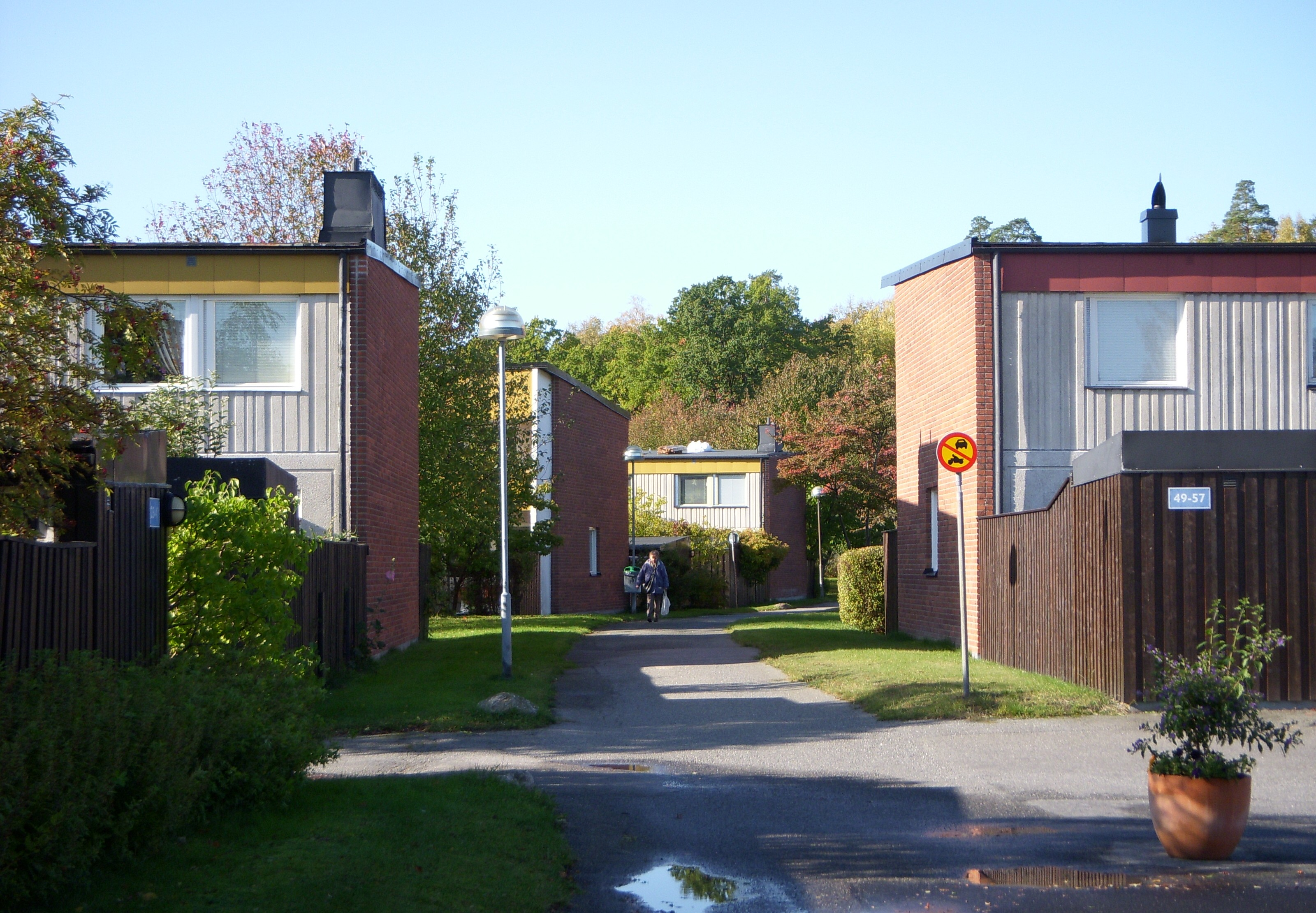
Sätra
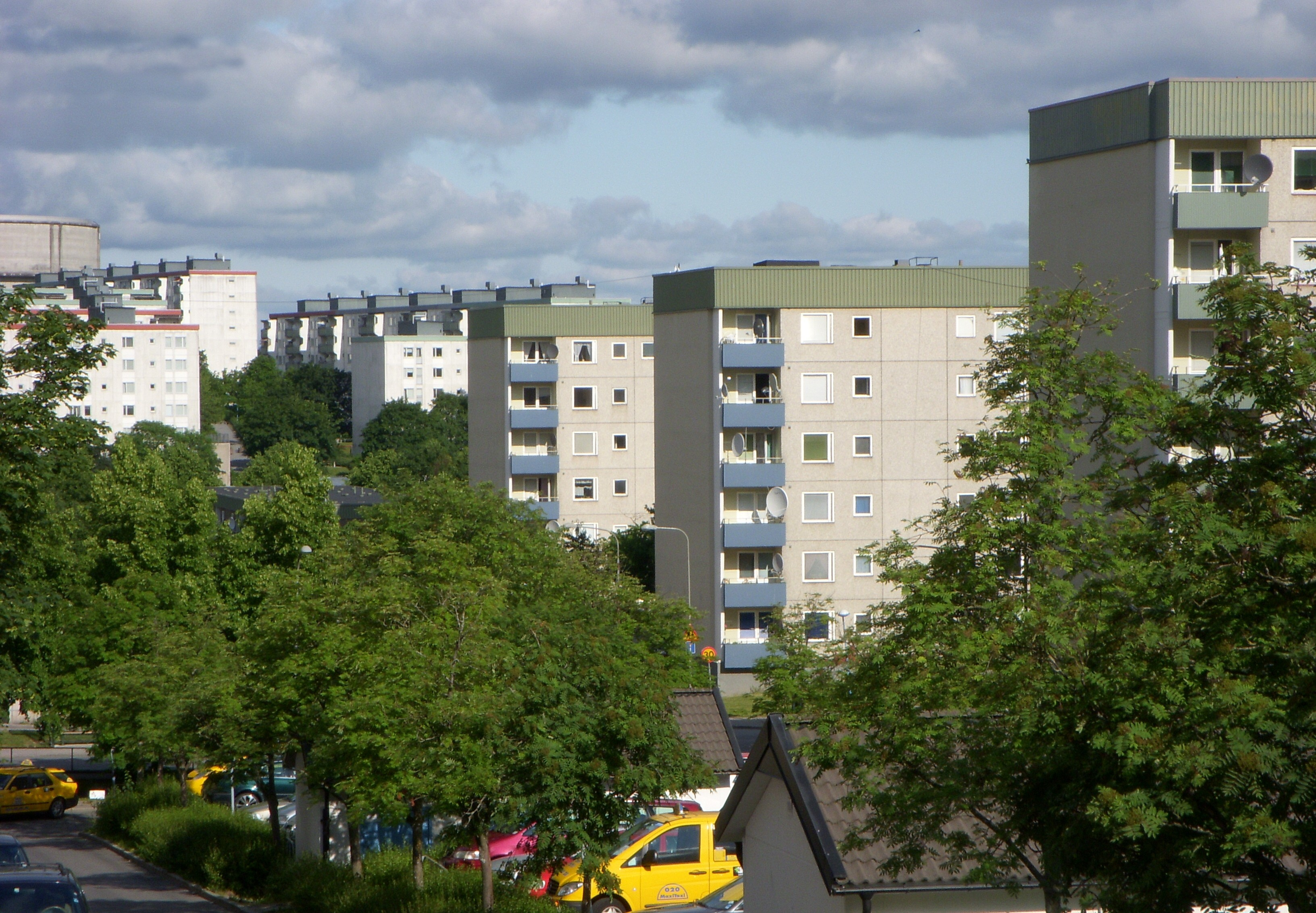
Tensta
Råslätt
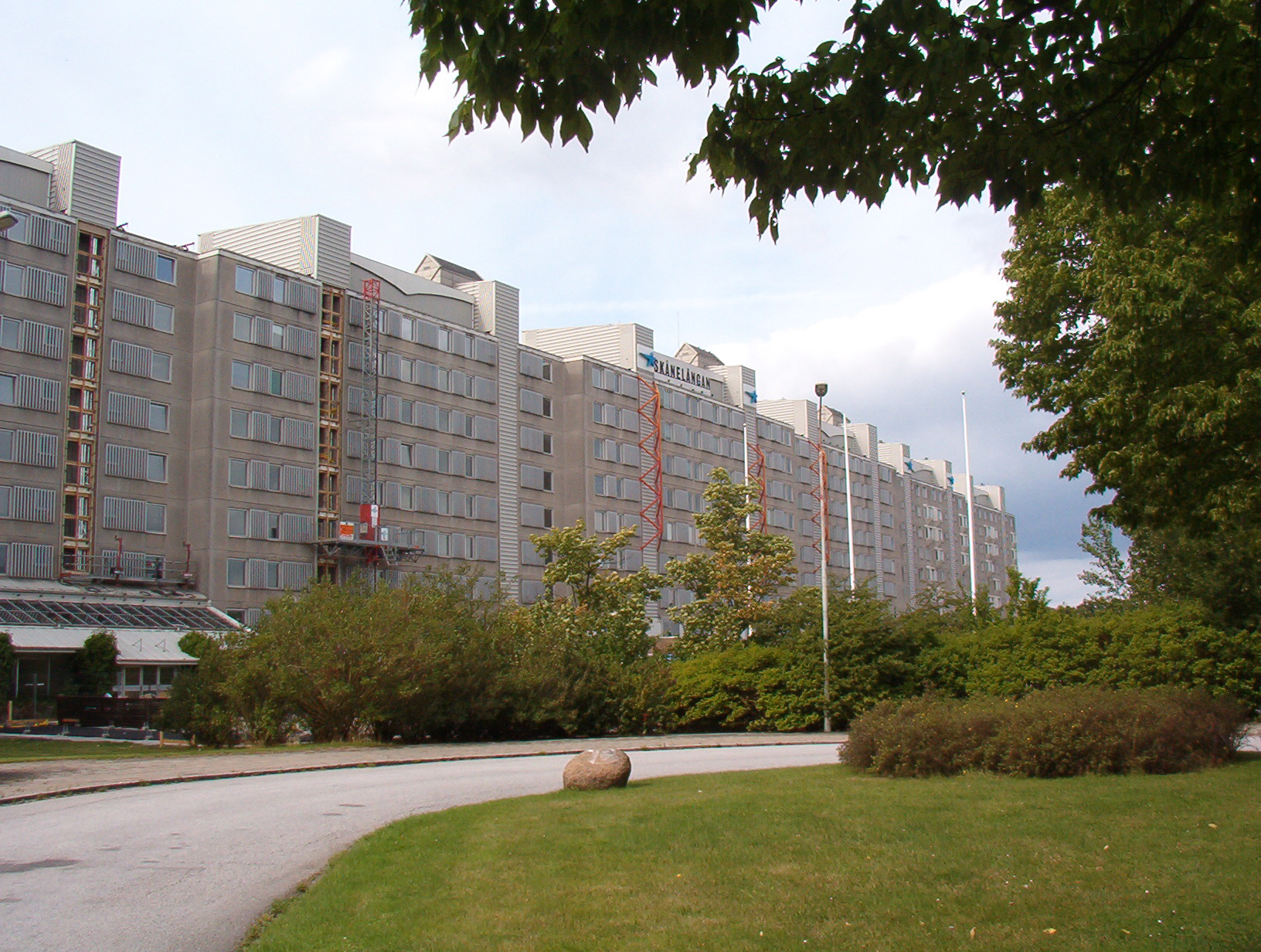
Rosengård
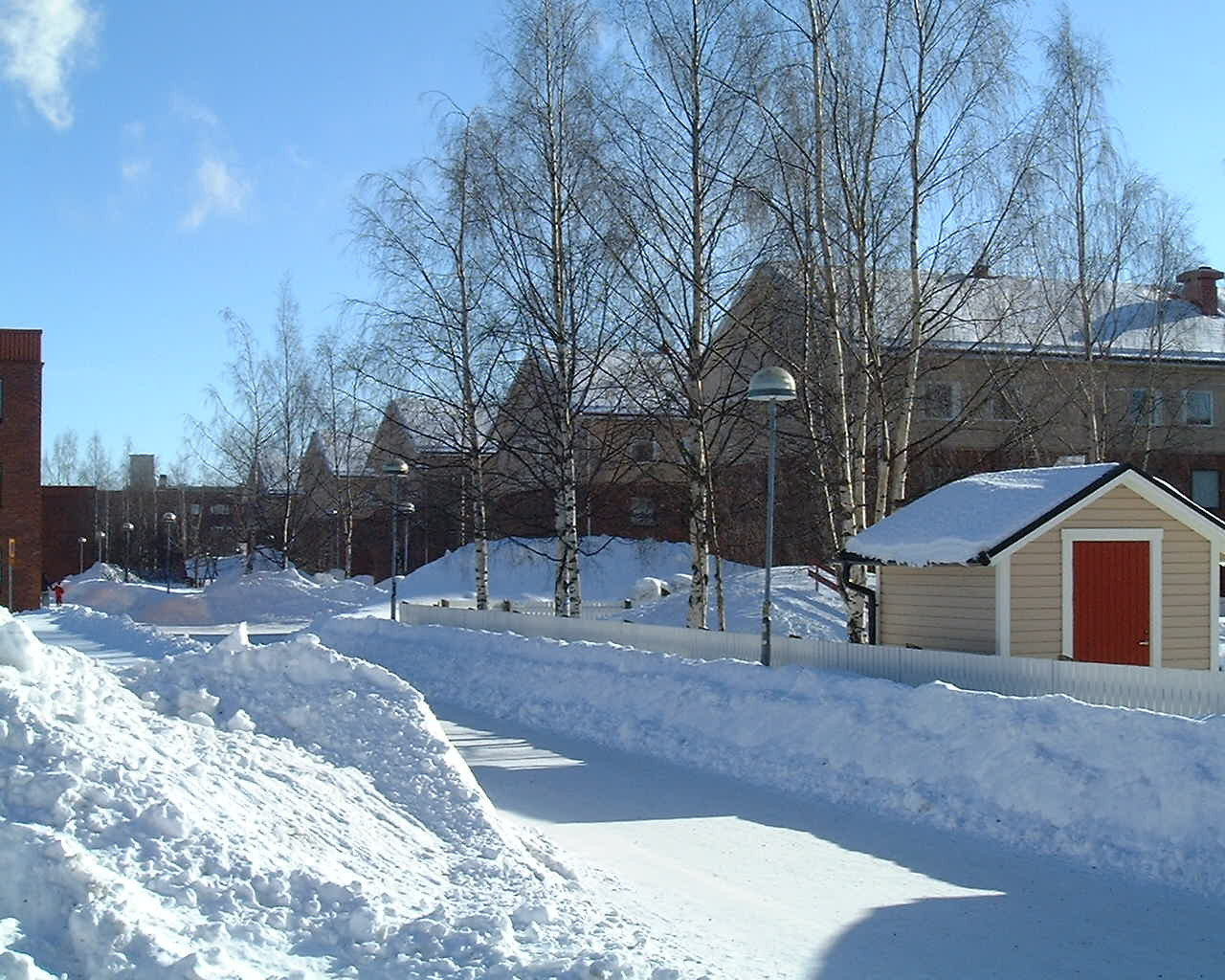
Ålidhem (en)
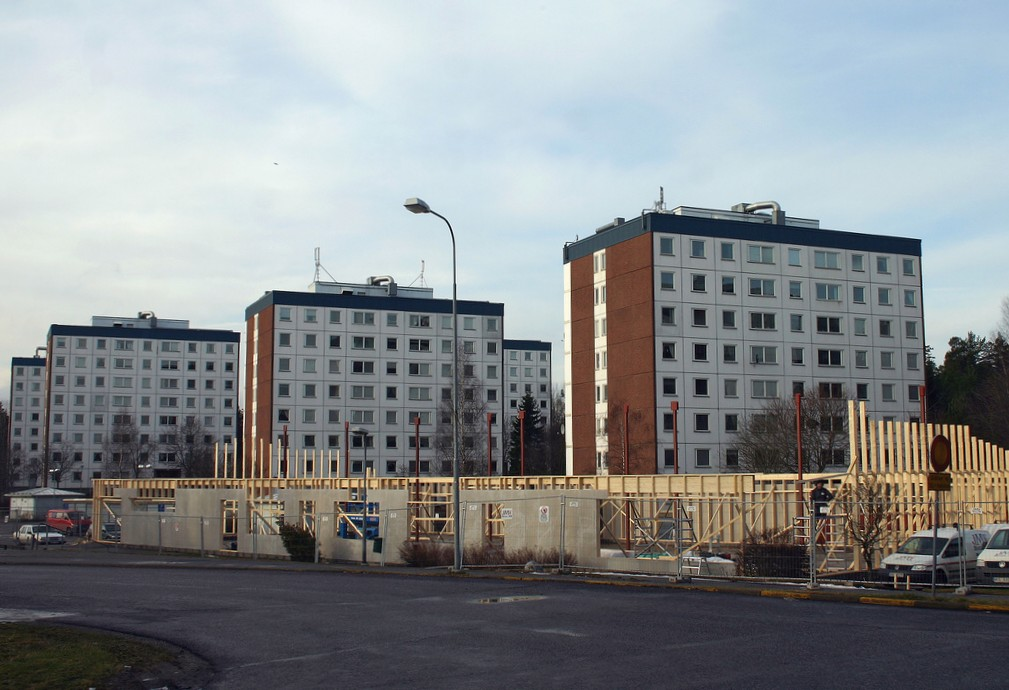
Jordbro
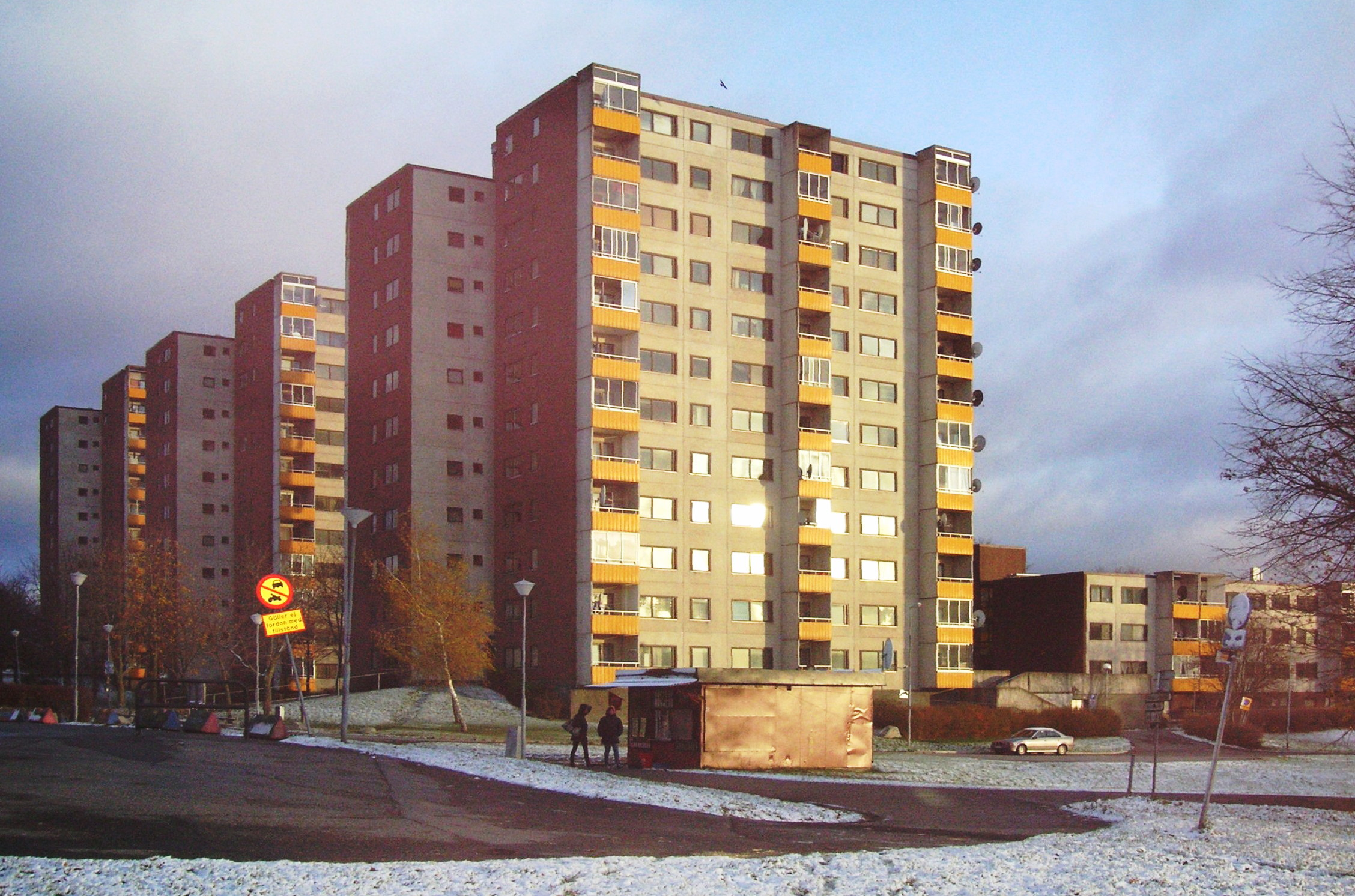
Fittja

## Critiques
Bon nombre des zones vulnérables marginalisées d'aujourd'hui, telles que Bergsjön, Hammarkullen, Tensta-Rinkeby et Nacksta, sont des banlieues construites pendant la réforme. Il est donc courant d'accuser la réforme d'être à l'origine de la ségrégation. Le choix du béton comme matériau de construction visible, l'architecture monotone, les bâtiments de grande taille et les environnements extérieurs médiocres sont mentionnés comme des caractéristiques typiques qui ont rendu ces zones peu attrayantes. Ceux qui en avaient les moyens ont progressivement quitté les quartiers, laissant derrière eux des personnes aux ressources économiques faibles, souvent issues de l'immigration ou socialement exclues.
Selon un cours national de recherche en théorie urbaine organisé en 2009 à l'université de Göteborg, les causes structurelles des zones à problèmes construites pendant la réforme résident dans le fonctionnalisme, qui a fortement influencé l'urbanisme suédois moderne de l'après-guerre. Cependant, les idées de séparation fonctionnelle et de circulation ont été lancées bien avant le programme global de construction et c'est là que nous pouvons trouver les causes de la ségrégation physique. Le fait que les idées fonctionnalistes portent une part de responsabilité dans l'échec de certaines zones suburbaines n'est en soi pas nouveau. Dès 1930, alors que le modernisme commençait à s'imposer en Suède, Carl Lindhagen, maire de longue date de Stockholm, a critiqué le fonctionnalisme en tant qu'idée d'urbanisme. Dans une motion presque désespérée, il soutient que le fonctionnalisme devrait être interdit par la loi « car il représente un danger pour la beauté de la ville ».

## Le présent et l'avenir
En 2004, environ 25 % de la population suédoise vivait encore dans des propriétés construites pendant la réforme. Dans le comté de Västmanland, des maisons ont été démolies à Hallstahammar et à Köping. C'est souvent le cas dans les endroits où l'émigration est importante. Erik Stenberg, architecte et directeur de l'Institut royal de technologie, estime que certains bâtiments méritent d'être préservés en raison de leur conception originale, mais qu'il n'est pas raisonnable de protéger des zones entières.
En 2010, environ 20 % du portefeuille immobilier des entreprises municipales du programme Million avaient été rénovés, mais environ 80 % attendent une rénovation complète. Il s'agit notamment de remplacer les canalisations, de rénover les façades, d'améliorer l'environnement extérieur et, surtout, d'améliorer l'efficacité énergétique, car les bâtiments sont mal isolés. Les trois plus grandes entreprises de construction suédoises, Skanska, NCC et Peab, sont devenues d'importants producteurs de logements grâce au programme Million Homes. Aujourd'hui, elles ont toutes des concepts de rénovation. Skanska a été la première à proposer le « Miljonhemmet », une banque de connaissances qui permet, par exemple, de réparer les dégâts causés par le béton, de réduire la consommation d'énergie et d'entamer un dialogue avec les habitants.
Certains projets pilotes ont montré que le coût de la rénovation s'élève à environ 1 million de couronnes suédoises par appartement, alors que de nombreux locataires des zones touchées ne peuvent pas se permettre d'augmenter leur loyer. Avec environ 650 000 appartements à rénover au cours de la prochaine décennie, cela représente un besoin d'investissement total de plus de 650 milliards de couronnes suédoises.